# William Bardeen
William Allan Bardeen (* 15. September 1941 in Washington, Pennsylvania) ist ein US-amerikanischer theoretischer Physiker.
Bardeen ist der Sohn des Physik-Nobelpreisträgers John Bardeen. Er studierte an der Cornell University (Abschluss 1962) und wurde 1968 an der University of Minnesota promoviert. Danach war er an der State University of New York at Stony Brook und 1968/9 am Institute for Advanced Study in Princeton, bevor er als Assistant und dann Associate Professor an die Stanford University ging. Ab 1975 war er am Fermi National Accelerator Laboratory (Fermilab), wo er die theoretische Abteilung leitete. 1993/4 war er auch Leiter der theoretischen Abteilung des geplanten Superconducting Super Collider (SSC), bevor dieser eingestellt wurde. Er war als Gastwissenschaftler u. a. am Max-Planck-Institut für Physik und Astrophysik in Garching bei München, am CERN, am Tata Institute of Fundamental Research, an der Universität Paris, dem Institut of Theoretical Physics in Santa Barbara und am Research Institute for Fundamental Physics in Kyōto.
Bardeen ist vor allem für seine Arbeiten über Anomalien (Diagramme der quantisierten Theorie, die die Symmetrie der entsprechenden klassischen Theorie brechen) in der Quantenfeldtheorie (QFT) bekannt. Er ist einer der Entdecker der Axialvektor-Anomalie von Fermionen-Strömen, die er als erster auch für nicht-abelsche Eichtheorien behandelte und bewies für diese Anomalien mit Stephen Adler das Nicht-Vorhandensein störungstheoretischer Korrekturen („Adler-Bardeen-Theorem“), womit sie die grundlegende Natur dieser Anomalien aufzeigten, die nicht durch Diagramme höherer Ordnung zum Verschwinden gebracht werden können. Er leistete auch wichtige Beiträge zur störungstheoretischen Quantenchromodynamik und zu Theorien des dynamischen Bruchs der Symmetrie der elektroschwachen Wechselwirkung des Standardmodells und untersuchte Theorien mit Axionen.
1985 war er Guggenheim Fellow und 1996 erhielt er den Sakurai-Preis. Außerdem war er 1971 bis 1974 Sloan Research Fellow und erhielt 1977 den Senior Scientist Award der Alexander-von-Humboldt-Stiftung. Er ist seit 1998 Mitglied der American Academy of Arts and Sciences und seit 1999 der National Academy of Sciences. 2008 wurde er zum Fellow der American Association for the Advancement of Science gewählt. 2002 wurde er Ehrendoktor der University of Minnesota.
Bardeen ist seit 1961 verheiratet und hat einen Sohn und eine Tochter. Sein Bruder James M. Bardeen (1939–2022) war Professor für Astrophysik an der University of Washington.